# تجمعات محافظة ريف دمشق السكانية
تعد محافظة ريف دمشق خامس محافظات سوريا كبراً من حيث عدد السكان بتعداد قدره (1,820,000) نسمة يشكلون ما نسبته 7.7% من إجمالي تعداد سكان سوريا ، 
تعدة مدينة السيدة زينب أكبر تجمّع سكانيّ في المحافظة بتعداد قدره (136,427) نسمة، تليها مدن: جرمانا بتعداد قدره (114,363) نسمة ودوما مركز المحافظة بتعداد قدره (110,893) نسمة والحجر الأسود بتعداد قدره (84,948) نسمة وداريا بتعداد قدره (78,763) نسمة 
، بلغ تعداد التجمّعات السكانيّة في محافظة ريف دمشق العام 2004 أكثر من 245 تجمّع سكنيّ ما بين مدينة وبلدة وبلديّة وحي وقرية ومزرعة.

## منطقة مركز ريف دمشق
- ناحية الكسوة: العادلية، أركيس، دير علي، ديرخبية، عين البيضة، عين السودة، الحرجلة، جب الصفا، خان دنون، خربة الشياب، خيارة دنون، الكسوة، مرانة، المطلة، مرجانة، مقيليبة، قارا، السعادة، شقحب، الطيبة، أم العواميد، زاكية، الزريقية.
- ناحية ببيلا: عقربا، ببيلا، البحدلية، بيت سحم، البويضة، حجيرة، حوش صهيا، خربة الورد، المعلقة، نجها، السيدة زينب، السبينة، يلدا.
- ناحية جرمانا: جرمانا.
- ناحية المليحة: الأهداف، دير العصافير، حوش السلطان، حتيتة التركمان، المليحة، شبعا، زبدين، صهبا.
- ناحية كفر بطنا: بيت سوا، أفتريس، عين ترما، حمورة، حزة، جسرين، كفر بطنا، سقبا.
- ناحية عربين: عربين، زملكا.

## منطقة دوما
- ناحية مركز دوما : عدرا، بطيحة الوافدين، دوما، حوش الضواهرة، حوش الفارة، حوش نصري، حفير التحتا، مدينة الباسل، ميدعا، الريحان، الشفونية، تل الصوان.
- ناحية حرستا: ضاحية الأسد، حرستا، مسرابا، مديرا.
- ناحية السبع بيار: السبع بيار.
- ناحية الضمير: الضمير، البطمي، النعيرية، ضمير الرمدان.
- ناحية النشابية: الأحمدية، البحارية، البلالية، بيت نايم، بزينة، دير سلمان، حرستا القنطرة، الجربا، الخامسية، المنصورة، مرج السلطان، النشابية، نولة، العبادة، أوتايا، العتيبة، القاسمية، القيسا، الصالحية، وديان الربيع، الزمانية، الضامن.
- ناحية الغزلانية: المالكية، البياض، البيطارية، دير الحجر، دلبة، غسولة، الغزلانية، الهيجانة، قرحتا، القرمشية، سكا، تل مسكن، ضاحية الباسل.
- ناحية حران العواميد: حران العواميد، جديدة الخاص، الكفرين، المباركة.

## منطقة القطيفة
- ناحية مركز القطيفة: القطيفة، حلة، معضمية القلمون.
- ناحية جيرود: العطنة، جيرود، المنصورة، الناصرية.
- ناحية معلولا: عين التينة، جبعدين، معلولا، التواني.
- ناحية الرحيبة: الرحيبة.

## منطقة التل
- ناحية مركز التل: التل، الدريج، حلبون، معرونة، معربا، منين، تلفيتا.
- ناحية صيدنايا: بدا، معرة صيدنايا، عكوبر، صيدنايا، حفير الفوقا.
- ناحية رنكوس: الفياضية، حوش عرب، الجرنية، المحبة، رنكوس، النور، سبنة، عين درة.

## منطقة يبرود
- ناحية مركز يبرود: يبرود، رأس المعرة، ريما، الصرخة (بخعا)، يبرود.
- ناحية عسال الورد: عسال الورد، الجبة، وادي النعيم.

## منطقة النبك
- ناحية مركز النبك: النبك، مشرفة فليطة، قلدون المراح، القسطل، السحل.
- ناحية دير عطية: دير عطية، الحميرة، الجراجير.
- ناحية قارة: قارة.

### منطقة الزبداني
- ناحية مركز الزبداني: الزبداني، برهليا، بلودان، حوش بجد، كفر العواميد، الروضة (البطرونة)، سوق وادي بردى.
- ناحية مضايا: بقين، هريرة، مضايا.
- ناحية سرغايا: عين حور، سرغايا.

## منطقة قطنا
- ناحية مركز قطنا: أمبيا، العمرات، عرنة، عرطوز، البجاع، بقعسم، دروشة، قلعة الجندل، جديدة عرطوز، كفرقوق، كوكب، خان الشيح، منشية خان الشيح، مزرعة دير العشائر، قطنا، رخلة، رأس العين، ريمة، الصبورة، يعفور.
- ناحية بيت جن: بيت الجن، دربل، عين الشعرة، حرفا، حينة، خربة السودا، مغر المير، المقروصة، مزرعة بيت جن.
- ناحية سعسع: أبو قاووق، العدنانية، بيت سابر، بيتيما، دير ماكر، دناجي، دورين، حمريت، الهبارية، حوش النفور، كفر حور، كناكر، ماعص، النفور، القليعة، سعسع، الشوكتلية، جسر الصفراء، رسم الطحين.

## منطقة داريا
- ناحية مركز داريا: داريا، معضمية الشام.
- ناحية صحنايا: أشرفية صحنايا، صحنايا.
- ناحية الحجر الأسود: الحجر الأسود.

## منطقة قدسيا
- ناحية مركز قدسيا: أشرفية الوادي، بسيمة، الهامة، جمرايا، جديدة الوادي، ضاحية قدسيا، قدسيا.
- ناحية الديماس: الديماس، جديدة يابوس، كفير يابوس، معدر، قرى الأسد، يابوس.
- ناحية عين الفيجة: أفرة، دير مقرن، دير قانون، عين الفيجة، الحسينية، كفير الزيت.

## وصلات خارجية
- وزارة الإدارة المحليّة السوريّة
- المركز الإحصائي السوري